# Schalwa Tschikladse
Schalwa Tschikladse, georgisch შალვა ჩიხლაძე, (* 12. Juli 1912 in Kutaissi; † 14. Januar 1997 in Tiflis) war ein sowjetischer Ringer. Er gewann bei den Olympischen Spielen 1952 in Helsinki eine Silbermedaille.

## Leben
Schalwa Tschikladse wuchs in Georgien auf und begann dort als Jugendlicher mit dem Ringen. Er war als Angehöriger eines sowjetischen Sicherheitsorgans Mitglied des Sportclubs Dinamo Tiflis und entwickelte sich zu einem der besten sowjetischen Ringer im griechisch-römischen Stil im Halbschwergewicht in der Zeit um 1950. 
1950 gewann er erstmals die sowjetische Meisterschaft im Halbschwergewicht, nachdem er sich in den Jahren zuvor schon einige Male im Vorderfeld dieser Meisterschaften platzieren konnte. 1951 verlor er diesen Titel an August Englas, dem Esten aus Tallinn. 1952 holte er sich diesen Titel zurück und wurde daraufhin für die Olympischen Spiele in Helsinki nominiert. Dort gewann er mit Siegen über Umberto Silvestri aus Italien, Max Leichter aus Deutschland und den Olympiasieger von 1948 Karl-Erik Nilsson aus Schweden und Niederlagen gegen Gyula Kovács aus Ungarn und Kelpo Gröndahl aus Finnland die Silbermedaille.
Nach diesem großen Erfolg trat er vom internationalen Wettkampfgeschehen zurück und auch nicht mehr in den Siegerlisten bei sowjetischen Meisterschaften zu finden.